# پتی هو
پتی هو (Chinese ; متولد ۲۰ دسامبر 1977 یک روزنامه‌نگار و مجری اخبار تایوانی است. او متعاقباً مجری یک برنامه سرگرمی در تلویزیون آزیو بود و کتاب پتی دربارهٔ عشق را منتشر کرد.
هو در تایپه، تایوان به دنیا آمد، او بعدها مدرک خود را در رشته ارتباطات جمعی و روان‌شناسی از دانشگاه کالیفرنیای جنوبی دریافت کرد.